# Hyalochlora antolodoxa
Hyalochlora antolodoxa là một loài bướm đêm trong họ Geometridae.